# Papa Gueye
Papa Gueye (Dakar, Senegal, 7 de junho de 1984) é um ex-futebolista senegalês que atuava como jogador de defesa central ou médio defensivo.

## Carreira
Gueye fez parte do elenco da Seleção Senegalesa de Futebol nas Olimpíadas de 2012.